# Platypalpus hyaenoides
Platypalpus hyaenoides är en tvåvingeart som beskrevs av Axel Leonard Melander 1927. Platypalpus hyaenoides ingår i släktet Platypalpus och familjen puckeldansflugor. Inga underarter finns listade i Catalogue of Life.